# دانيال فاسيل
دانيال فاسيل هو لاعب كرة قدم سويسري في مركز الدفاع، ولد في 1967. لعب مع FC Wettingen ‏.